# Galgula ferruginea
Galgula ferruginea là một loài bướm đêm trong họ Noctuidae.